# پوکر

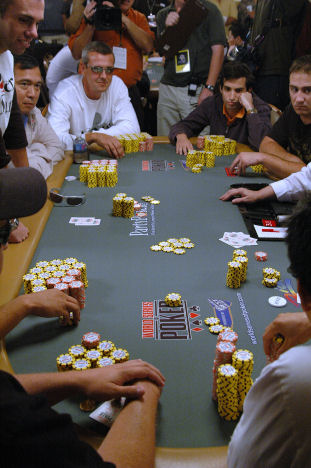

پوکر در زبان انگلیسی poker) -یا همان بازی ورق - یک بازی گروهی است که با شانس و بلوف زدن بسیار همراه است و یکی از معروف‌ترین و محبوب‌ترین بازی‌های قمارخانه‌ای در سرتاسر جهان به‌شمار می‌رود. پوکر یکی از بازی‌های شیرین و پرطرفدار بین ثروتمندان جهان است. بازی پوکر در ایران نیز یک بازی زیر زمینی محبوب به‌شمار می‌آید.
پوکر دارای فدراسیون جهانی است و به عنوان یک بازی فکری همانند شطرنج و بریج (علاوه بر قمار) به کار می‌رود با این حال در ایران همچنان ممنوع است.

## سبکهای بازی پوکر
بازی پوکر دارای چند سبک است که عبارتند از:
- اوماها
- هولدم (همان پوکر به سبک تگزاس)
- پوکر چینی
- پوکر ۵کارتی
- پوکر ۴ کارتی
- جوکر پوکر

همان‌طور که هر بازی قوانین خودش را دارد. پوکر هم شامل قوانین مختلفی است.

## تاریخچه
در حالی که خاستگاه دقیق پوکر مورد تردید است، اما بسیاری از محققان به بازی فرانسوی «پوک Poque» و بازی ایرانی «آس ناس As-Nas» به عنوان منابع الهام اولیه و قابل استناد اشاره می‌کنند. به عنوان مثال، در نسخه ۱۹۳۷ دایرةالمعارف بازی‌های فاستر نوشته «آر اف فاستر R. F. Foster» آمده است که: «بازی پوکر، آن‌طور که برای اولین بار در ایالات متحده انجام شد، یعنی پنج کارت برای هر بازیکن از یک دست ورق بیست تایی، بدون شک همان بازی ایرانی آس ناس بوده است.»
با این حال، در دهه ۱۹۹۰، این تصور که پوکر به صورت مستقیم از بازی آس ناس مشتق شده توسط مورخان حوزه بازی از جمله دیوید پارلت David Parlett به چالش کشیده شد. با این حال، آنچه مسلم است این است که بازی پوکر در اوایل قرن نوزدهم در جنوب آمریکا رواج یافت، زیرا کازینوهای «ریوربوت Riverboat» که به‌صورت کشتی‌های مخصوص بازی بودند در طول دهه ۱۸۳۰ در رودخانه می‌سی‌سی‌پی و اطراف نیواورلئان به گسترش بازی کمک کردند. یکی از توصیفات اولیه از پوکر بازی شده در این قایق‌ها در سال ۱۸۲۹ توسط بازیگر انگلیسی، جو کاول Joe Cowell، ثبت شده است: «این بازی با بیست کارت انجام می‌شد که از آس (بالا) تا ده (پایین) رتبه‌بندی شده بودند.»
برخلاف این نسخه از پوکر، ظهور پوکر هفت کارتی به اواسط قرن ۱۹ بازمی‌گردد و این نسخه از بازی تا حد زیادی توسط ارتش ایالات متحده در سراسر جهان گسترش یافت. پوکر هفت کارتی پس از جنگ جهانی دوم به عنصر اصلی در بسیاری از کازینوها بدل شد و با ظهور سری جهانی پوکر در دهه ۱۹۷۰، محبوبیت آن افزایش یافت.
تگزاس هولدم و دیگر بازی‌های «کارت مشترک» چند دهه بعد به عنصر غالب در صحنه شرط‌بندی بدل شدند. پخش تلویزیونی پوکر تأثیر شدیدی بر افزایش محبوبیت این بازی در طول هزاره جدید داشت و همین امر منجر به رونق چشمگیر پوکر در سال‌های ۲۰۰۳ و ۲۰۰۶ گردید. امروزه بازی پوکر به یک سرگرمی بسیار محبوب در سراسر جهان بدل شده است.

## قوانین و رتبه‌بندی دست‌ها و ورق‌ها
در بازی پوکر بهترین ۵ تایی از میان ۷ کارت (۲ برگ در دست هر بازیکن، و ۵ برگ زمین که متعلق به همه بازیکنان است) برنده است.
نمودار مقابل به ترتیب شامل بهترین دست یعنی «تاپ استریت (ردیف) فلاش» (Royal Flush) تا بدترین دست ممکن «بش» (High Card) است که در بازی پوکر مورد استفاده قرار می‌گیرد. این ترتیب در روش ۵ برگی که در ایران مرسوم است کمی متفاوت است. در پوکر پنج برگی سه عدد از یک ورق از استریت برتر است و رنگ هم دست بهتری از فول است. همچنین در بسیاری موارد در پوکر ۵ کارتی از تمام ورق‌ها استفاده نمی‌شود و برای نمونه در بازی با شرکت ۵ نفر از کارت‌های کمتر از ۶ استفاده نمی‌شود.
- تاپ استریت فلاش (royal flush): این ترکیب بالاترین دست در رده‌بندی دستهای پوکر است. پنج کارت از آس تا کارت ۱۰ از یک نوع خال (گشنیز، خشت، دل یا پیک):

A♠ K♠ Q♠ J♠ ۱۰♠
- استریت فلاش (استریت به معنای مستقیم یا ردیف است) (straight flush): پنج کارت پشت سر هم از یک نوع خال (گشنیز، خشت، دل یا پیک):

Q♥ J♥ 10♥ 9♥ 8♥

- کاره («Four of a kind» or "Quad"): چهار عدد از یک ورق:

K♣ K♦ K♥ K♠
9♥
- فول (full house): سه تا از یک عدد و دو تا از عدد دیگر:

8♣ 8♦ 8♠ K♣ K♠

- رنگ (flush): پنج ورق از یک نوع خال بدون ترتیب پشت سر هم:

K♠ J♠ 8♠ 4♠ 3♠
- ردیف (straight): پنج ورق به ترتیب پشت سر هم از خال‌های مختلف (حتی اگر یک خال با بقیه متفاوت باشد):

5♦ 4♥ 3♠ 2♦ A♦

- سه (three of a kind): سه عدد از یک ورق:

7♣ 7♥ 7♠ K♦ 2♠

- دو پر (two pair): دو جفت از دو ورق:

A♣ A♦ 8♥ 8♠ Q♠

- جفت (پر) (one pair): یک جفت از یک ورق:

9♥ 9♠ A♣ J♠ 4♥

- بش (high card): پنج کارت بدون هیچ‌گونه دسته‌بندی:

A♦ 10♦ 9♠ 5♣ 4♣
- اگر چند دست در یک رده بندی قرار داشته باشند:

1: پر (pair): اگر چند نفر پر باشند، پر بزرگ‌تر برنده است. برای مثال پر 8، پر 6 را می‌برد. اگر دو نفر پر یک عدد باشند، کسی که برگ[های] دیگر (غیر پر) اش بزرگ‌تر است برنده است. البته اگر جزو دو برگی که از زمین بیرون انداخته می‌شوند نباشد. (یادآوری می‌شود از ۵ برگ زمین و ۲ برگ دست هر نفر، ۵ برگ برتر انتخاب می‌شود.
۲: دو پر (two pair): اگر چند نفر ۲ پر باشند، برنده کسی است که پر بزرگ‌ترش (top pair) از بقیه بزرگ‌تر باشد. برای مثال KK 55 از QQ JJ بهتر است.

اگر دو نفر دو پر یکسان باشند: در این حالت مسلماً ۴ برگ از ۵ برگ انتخابی هر نفر مشخص شده است و یکسان است، پس برگ پنجم هرکس بزرگ‌تر باشد برنده است، و اگر بزرگ‌ترین برگ، روی زمین باشد، بازی مساوی است و پولی که وسط است، بین افراد مساوی تقسیم می‌شود.

مثال:دست علی ۸وA و دست سینا ۸وQ است. برگهای زمین هم ۱۰٬۱۰٬۸،K،۵ است.

۵ تای علی ۱۰٬۱۰٬۸٬۸،A است و ۵ تای سینا ۱۰٬۱۰٬۸٬۸،K، پس علی برنده است.

ولی اگر دست علی ۸ و ۹ و دست سینا ۸ و ۲ باشد، بازی مساویست، چون ۵ تایی هردو ۱۰٬۱۰٬۸٬۸،K است.
۳: سه (three of a kind): اگر چند نفر سه باشند، کسی که با عدد بزرگ‌تری سه است برنده است.

برای مثال ۶ ۶ ۶، ۲ ۲ ۲ را می‌برد.
۴: ردیف (straight):اگر چند نفر «ردیف» باشند، کسی که ردیفش از عدد بزرگ‌تری شروع شود برنده است.

برای مثال ۹ ۸ ۷ ۶ ۵، ۸ ۷ ۶ ۵ ۴ را می‌برد.

۵: رنگ (flush):اگر چند نفر رنگ باشند، کسی که بزرگ‌ترین برگ از خال مورد نظر را دارد برنده است.
برای مثال اگر زمین شامل ۸♠ ۴♠ ۳♠ باشد، کسی که J♠و ۲♠ دارد، کسی را که ۹♠ و ۸♠ دارد می‌برد.
۶:فول(full house): فول شامل یک پر و یک «سه» است، اگر چند نفر فول باشند، کسی که سه تاییش بزرگ‌تر است برنده است.

برای مثال J J J 3 3 از 4 4 4 A A دست بهتری است.
۷:کاره (four of a kind): اگر چند نفر کاره باشند، کسی که با عدد بزرگ‌تری کاره است برنده است.

برای مثال ۸۸۸۸، ۶۶۶۶ را می‌برد.
۸:استریت فلاش (straight flush): اگر چند نفر استریت فلاش باشند، کسی که استریت فلاشش با عدد بزرگ‌تری شروع شود برنده است.

برای مثال ۳♠۴♠۵♠۶♠۷♠، ۲♠۳♠۴♠۵♠۶♠ را می‌برد.

## نحوهٔ توزیع ورق‌ها
در انواع Hold'em, Omaha و Five Crad Draw یک دور در جهت حرکت عقربه‌های ساعت بین بازیکنان می‌چرخد. توزیع کارت از نفر بعد از کارت‌پخش‌کن یا بُرزن شروع می‌شود و به هر نفر یک کارت داده می‌شود. سپس این کار یک دور دیگر (در Hold'em) یا سه بار دیگر (در Omaha) انجام می‌شود. (در Hold'em هر نفر ۲ کارت و در Omaha هر نفر ۴ کارت خواهند داشت)

### روند انجام شرط‌بندی (Betting)
حداقل میزان پول لازم برای ورود به هر دور بازی چیپ (Big Blind) نام دارد.
اولین نفر بعد از کارت‌پخش‌کن در جهت عقربه‌های ساعت باید نصف میزان حداقل Small Blind (در ایران به آن نیم گیر می‌گویند) را قبل از دریافت هر کارتی بپردازد و نفر بعد از وی کل مبلغ را Big Blind (در ایران به آن گیر می‌گویند). در واقع این دو نفر مجبور به پرداخت این مبالغ هستند. برای اختصار از این پس از Big Blind و Small Blind به عنوان SB و BB یاد می‌شود.
بعد از توزیع کارت توسط کارت‌پخش‌کن، شرط‌بندی از نفر بعد از BB شروع می‌شود.
هر بازیکن برای ورود به بازی باید حداقل میزان BB را بپردازد یا در غیر اینصورت از آن دور بازی خارج شود و به اصطلاح جا برود (Fold).
حالت دیگر این است که شخصی با توجه به پتانسیل بالای کارت‌های موجود در دستش میزان شرط را افزایش دهد (توپ زدن) (Raise).
حداقل میزان Raise به اندازه یک BB است. از نظر حداکثر میزان Raise پوکر به سه دسته تقسیم می‌شود. Limit و No-Limit و Pot Limit
در نوع Limit حداکثر مبلغ افزایش همان یک BB است و این کار تا حداکثر ۴ دور انجام پذیر است.
در نوع Pot Limit حداکثر به اندازه پولی که تا به آن لحظه در میان بازی پوت (Pot) جمع شده می‌توان Raise توپ زد.
در نوع No Limit محدودیتی در میزان افزایش شرط نیست.
بعد از Raise هر بازیکنی باید به میزان آخرین شرط بپردازد تا بتواند در آن دور بازی شرکت کند. برای مثال اگر در یک دور، SB برابر ۱۰ و BB برابر ۲۰ است، اگر کسی مبلغ را به ۶۰ افزایش دهد، نفرات بعدی باید حداقل همان ۶۰ را برای حضور در بازی بپردازند.
مثال ۱ - تعداد افراد ۶ نفر
SB = ۱۰
BB = ۲۰
نفر اول بعد از BB جا می‌رود. (Fold)
نفر دوم ۲۰ دلار می‌پردازد. (Call)
نفر سوم ۲۰ دلار می‌پردازد. (Call)
نفر چهارم که همان نفر صاحب دیسک Dealer است جا می‌رود. (Fold)
نفر SB چون قبلاً ۱۰ تا پرداخته است، برای ادامه باید ۱۰ تای دیگر بپردازد.
نفر BB در اینجا دارای دو انتخاب است. وی می‌تواند یا Check کند به این معنی که چون قبلاً ۲۰ تا پرداخته با اعلام موافقت خود با میزان شرط، آن دور شرط را می‌بندد و وارد دور بعد می‌شویم. حالت دیگر این است که وی Raise می‌کند که در این حالت کلیه افراد باقی‌مانده، باید به نوبت به میزان ما به التفاوت مبلغ جدید و ۲۰ تایی که قبلاً پرداخته‌اند بپردازند تا قادر به ادامه بازی باشند. اگر کسی مایل به پرداخت مبلغ اضافه نیست Fold می‌کند و از آن دور بازی خارج می‌شود ولی پولی که تا آن زمان در بازی گذاشته را از دست خواهد داد.
دور اول کارت‌های مشترک: سه کارت با نام Flop
بعد از پایان دور اول شرط‌بندی، ۳ کارت رو می‌شود. این سه کارت متعلق به همه بازیکنان است. به این معنی که هر یک از آنان با اضافه کردن این سه کارت به دو کارت موجود در دست خود یک دست ۵ تایی پوکر که در بالا لیست شده می‌سازد.
بعد از نمایش Flop یک دور تازه شرط‌بندی، انجام می‌شود. در این دور نفر اول برای اعلام شرط SB است که بر اساس گردش عقربه‌های ساعت نفرات بعدی باید بازی کنند.
باز هم مانند قبل هر بازیکن می‌تواند Check کند، Raise کند یا در پاسخ به یک Raise جا رفته یا Fold کند.
بعد از بسته شدن این دور، دور جدید کارت‌های مشترک شروع می‌شود که دور دوم به‌حساب می‌آید.
دور دوم کارت‌های مشترک: یک کارت با نام Turn یا Fourth Street
بعد از پایان دور دوم شرط‌بندی، ۱ کارت رو می‌شود. این کارت نیز همچون سه کارت قبلی متعلق به همه بازیکنان است. به این معنی که هر یک از آنان با اضافه کردن این چهار کارت به دو کارت موجود در دست خود و با ترکیب بهترین دست ۵ تایی از ۶ کارت که در بالا لیست شده می‌سازد.
بعد از نمایش Turn یک دور تازه شرط‌بندی، انجام می‌شود. در این دور نفر اول برای اعلام شرط SB (یا اولین نفر بعد از وی که در بازی حضور دارد) است که بر اساس گردش عقربه‌های ساعت نفرات بعدی باید بازی کنند.
باز هم مانند قبل هر بازیکن می‌تواند Check کند، Raise کند یا در پاسخ به یک Raise جا رفته یا Fold کند.
بعد از بسته شدن دور جدید کارت پایانی اشتراکی رو می‌شود.
دور سوم کارت‌های مشترک: یک کارت با نام River یا Fifth Street
بعد از پایان دور سوم شرط‌بندی، ۱ کارت که کارت آخر است رو می‌شود. این کارت نیز همچون چهار کارت قبلی متعلق به همه بازیکنان است. به این معنی که هر یک از آنان با اضافه کردن این پنج کارت به دو کارت موجود در دست خود و با ترکیب بهترین دست ۵ تایی از ۷ کارت که در بالا لیست شده می‌سازد.
بعد از نمایش River یک دور تازه شرط‌بندی، انجام می‌شود. در این دور نفر اول برای اعلام شرط SB (یا اولین نفر بعد از وی که در بازی حضور دارد) است که بر اساس گردش عقربه‌های ساعت نفرات بعدی باید بازی کنند.
باز هم مانند قبل هر بازیکن می‌تواند Check کند، Raise کند یا در پاسخ به یک Raise جا رفته یا Fold کند.
در هر دور بازی اگر افزایش شرط توسط یک بازیکن منتهی به جا رفتن یا Fold بقیه شود، نفر باقی‌مانده برنده کلیه پول‌هایی است که تا آن لحظه جمع شده است.
پس از رو شدن کارت آخر یا River و پس از بسته شدن دور شرط، در صورتی که بیش از یک نفر در بازی حضور دارند، Show Down یا دیدن دست‌ها اتفاق می‌افتد. به این معنی که آخرین نفر که قبل از کارت آخر شرط را افزایش داده (و در صورت عدم افزایش، SB یا نفر اول بعد از وی که در بازی حضور دارد) کارت‌هایش را رو می‌کند و به ترتیب بقیه نیز همین کار را می‌کنند و بهترین دست پول‌های موجود را می‌برد.
اگر دو یا چند نفر دست‌های مشابه داشته باشند، Split یا تقسیم پول انجام می‌شود.
بدیهی است میزان افزایش مبلغ توسط شما به قدرت دست شما در هر لحظه یا استنباط شما از ضعف حریفتان با توجه به بازی وی تا آن لحظه بستگی دارد.
مثال 2 (No-Limit Hold'em) - تعداد افراد ۶ نفر
SB: ده دلار
BB: بیست دلار
نفر اول بعد از BB (علی) با دست
۳♠ 2♦ جا می‌رود. (Fold)
نفر دوم (بهزاد) با دست Q♥ J♥ بیست دلار می‌پردازد. (Call)
نفر سوم (مجید) با دست A♠ A♦  با شصت دلار افزایش شرط را به هشتاد دلار می‌رساند. (Raise)
نفر چهارم (الهام) که همان نفر صاحب دیسک Dealer است با دست 5♠ 4♥ جا می‌رود (Fold).
نفر SB (روشنک) چون قبلاً ۱۰ دلار پرداخته است، برای ادامه باید ۷۰ دلار دیگر بپردازد. وی با دست K♠ Q♠ هفتاد دلار دیگر می‌پردازد.
نفر BB (مسعود) با دست J♠ 4♥ جا می‌رود.
نفر اول بعد از BB که قبلاً جا رفته است.
نفر دوم بعد از BB که قبلاً با دست Q♥ J♥ بیست دلار پرداخته است شصت دلار دیگر می‌پردازد و دور شرط‌بندی بسته می‌شود.
پول موجود در Pot: دویست و شصت دلار
Flop:
A♣ 9♠ 7♠

نوبت بهزاد است. وی با ترکیب A♣ 9♠ 7♠ Q♥ J♥ دست قدرتمندی نساخته است؛ بنابراین چک می‌کند.
مجید با ترکیب A♠ A ♦ A♣ 9♠ 7♠ دستی بسیار قدرتمند تا این لحظه دارد. سه آس. وی ۱۰۰ دلار شرط می‌بندد.
روشنک با ترکیب A♣ 9♠ 7♠ K♠ Q♠ دست قدرتمندی ندارد ولی اگر یک پیک دیگر روی زمین ظاهر شود دستی بسیار قدرتمند خواهد ساخت. وی تصمیم می‌گیرد ۱۰۰ دلار برای دیدن کارت بعدی بپردازد.
مجدداً بازی به بهزاد می‌رسد. وی نه دست خوبی دارد و نه امیدی برای بهبود دستش دارد. وی از خیر پولی که تاکنون سرمایه‌گذاری کرده می‌گذرد و جا می‌رود.
پول موجود در Pot: چهارصد و شصت دلار
Turn:
10♠

Board:
A♣ 9♠ 7♠ 10♠

. @pokertube مجید با ترکیب A♠ A ♦ A♣ 9♠ 10♠ با دیدن پیک سوم تا حدودی نگران این است که روشنک با داشتن دو پیک در دستش به فلاش رسیده باشد. با این‌حال وی ۲۰۰ دلار شرط می‌بندد.
روشنک با ترکیب 9♠ 7♠ K♠ Q ♠10♠ دست بسیار قدرتمندی دارد. وی ۲۰۰ دلار را Call می‌کند.
پول موجود در Pot: هشتصد و شصت دلار
River:
7♥

Board:
A♣ 9♠ 7♠ 10♠ 7♥

مجید با ترکیب A♠ A ♦ A♣ 7♥ 7♠ تقریباً شکست ناپذیر است. روشنک تنها باید 7♦ 7♣ داشته باشد تا با کاره هفت مجید را ببرد که احتمالی بسیار بعید است. مجید تمام موجودی‌اش را که ۱۰۰۰ دلار دیگر باشد به میان می‌گذارد.
روشنک کماکان بهترین ترکیب ممکنش همان 9♠ 7♠ K♠ Q ♠10♠ است. دیدن یک Pair در کارت‌های مشترک، او را نگران کرده است که نکند مجید به فول هاوس رسیده باشد. با این حال وی موجودی باقی‌مانده‌اش را که ۱۲۰۰ دلار دیگر است، به میان می‌گذارد. البته از موجودی وی تنها ۱۰۰۰ دلار دیگر به میان می‌رود (برابر با آخرین موجودی مجید) و ۲۰۰ دلار برای خودش می‌ماند.
مجید با ترکیب A♠ A ♦ A♣ 7♥ 7♠ (Aces full of Sevens) روشنک را که دارای ترکیب 9♠ 7♠ K♠ Q ♠10♠ است (Flush King high) شکست می‌دهد.